# The Adicts
A The Adicts 1975-ben, Ipswich-ben alakult brit punkegyüttes. Tagjai: Keith Warren (Monkey), Pete Davison (Pete Dee), Michael Davison (Kid Dee), Highko Strom és Kiki Kabel. Eredetileg Afterbirth and the Pinz néven tevékenykedtek, később változtatták meg a nevüket Adicts-re, mely az „addicts” (függők) szó elírt alakja. Főleg punk-rockot játszanak, de az évek során áttértek a punk pathetique és a new wave műfajokra is. A zenekar az 1980-as évek legnépszerűbb punkegyütteseinek egyike. Fennállásuk alatt 10 nagylemezt jelentettek meg. A legelső stúdióalbumukat 2008-ban felújított változatban újra megjelentették.

## Diszkográfia
- Songs of Praise (1981)
- Sound of Music (1982)
- Smart Alex (1985)
- Fifth Overture (1986)
- Twenty-Seven (1992)
- Rise and Shine (2002)
- Rollercoaster (2004)
- Life Goes On (2009)
- All the Young Droogs (2012)
- And It Was So! (2017)